# Cinéma d'Afrique de l'Est

Carte de l'Afrique avec les pays de l'Afrique de l'Est
Pays classés dans cette zone
Pays quelquefois classés dans cette zone

Le cinéma d'Afrique de l'Est désigne le cinéma produit et réalisé en Afrique de l'Est et/ou par ses ressortissants. Cette région comporte notamment la Corne de l'Afrique et la vallée du Grand Rift.
Il regroupe les films produits dans les pays suivants : Burundi, Djibouti, l'Érythrée, l'Éthiopie, le Kenya, l'Ouganda, le Rwanda, les îles des Seychelles, la Somalie, le Soudan du Sud et la Tanzanie.
Le cinéma éthiopien, diffusé majoritairement en langue amharique, est l'un des premiers cinémas d'Afrique à introduire le cinéma sur son sol en 1896. Il s'est ensuite développé grâce à l'aide de cinéastes formés à Cuba ou en Union soviétique.
En Afrique de l'Est, le cinéma produit l'est également beaucoup en swahili ou en anglais.